# Couratari prancei
Couratari prancei  es una especie de  planta leñosa de la familia Lecythidaceae.
Es endémica de Brasil y del Perú.
Está amenazada por  pérdida de hábitat.

## Fuente
- Pires O'Brien, J. 1998.  Couratari prancei.   2006 IUCN Lista Roja de Especies Amenazadas; bajado 18 de julio de 2007